# Hans-Joachim Schön
Hans-Joachim Schön (* 18. November 1955) ist ein ehemaliger deutscher Fußballspieler, der für die Betriebssportgemeinschaft (BSG) Chemie Böhlen 1978 in der DDR-Oberliga, der höchsten Spielklasse im DDR-Fußball, aktiv war.

## Sportliche Laufbahn
Mit acht Jahren begann Hans-Joachim Schön 1964 bei Chemie Böhlen organisiert Fußball zu spielen. In der Saison 1972/73 bestritt er seine ersten vier Spiele in der zweitklassigen DDR-Liga und kam bis 1977 auf weitere 19 DDR-Liga-Spiele. Als Chemie Böhlen 1977 in die DDR-Oberliga aufstieg, war Schön auch an drei der acht Aufstiegsspiele beteiligt. In der Oberliga-Saison 1977/78 stand er zwar als Abwehrspieler im Kader der 1. Mannschaft, wurde aber hauptsächlich in der Nachwuchsoberliga aufgeboten. Nur am Saisonende wurde er in zwei Spielen der DDR-Oberliga als Verteidiger eingesetzt. Ohne noch einmal in der Oberliga zu spielen, wurde Schön im November 1978 für 18 Monate zum Wehrdienst in der Nationalen Volksarmee eingezogen. Nach dem Ende der Militärzeit schloss er sich dem DDR-Ligisten BSG Chemie Leipzig an. Während des 5. Spieltages der Saison 1980/81 verletzte sich Schön schwer, musste fünf Monate pausieren und kam so bis zum Ende der Spielzeit nur auf sechs Ligaspiele. 1981/82 kam er in den 22 ausgetragenen Punktspielen 18-mal zum Einsatz. Danach wechselte er in die Bezirksliga Leipzig zur BSG Stahl Nordwest Leipzig. Mit ihr wurde er 1983 Bezirksmeister und kehrte in die DDR-Liga zurück. Dort fehlte er in der Saison 1983/84 nur bei einem Ligaspiel und kam viermal zum Torerfolg. Da zur Saison 1984/85 die DDR-Liga von fünf auf zwei Staffeln reduziert wurde, reichte der BSG Stahl ein siebter Platz nicht zum Klassenerhalt. Für den 30-jährigen Schön war damit die Karriere im höherklassigen Fußball beendet. Er war innerhalb von 13 Jahren auf zwei Oberligaspiele, 68 DDR-Liga-Spiele (sechs Tore) und drei Aufstiegsspiele gekommen.